# Yangjia (köping i Kina, lat 31,34, long 104,72)
Yangjia (kinesiska: 杨家镇, 杨家) är en köping i Kina. Den ligger i provinsen Sichuan, i den sydvästra delen av landet, omkring 98 kilometer nordost om provinshuvudstaden Chengdu.
Genomsnittlig årsnederbörd är 1 156 millimeter. Den regnigaste månaden är juli, med i genomsnitt 309 mm nederbörd, och den torraste är december, med 8 mm nederbörd.